# Estación de Alfons el Magnànim
Alfons el Magnànim es una estación de la línea T5 del Trambesòs situada sobre la calle de Alfons el Magnànim en el distrito de San Martín de Barcelona. Esta estación se inauguró el 5 de mayo de 2007. Desde el 20 de febrero de 2012 también pasa la T6.
| << cabecera                 | < estación | línea                 | estación >     | cabecera >> |
| --------------------------- | ---------- | --------------------- | -------------- | ----------- |
| Ciutadella \| Vila Olímpica | Besòs      |                       | Parc del Besòs | Gorg        |
| Ciutadella \| Vila Olímpica | Besòs      | Estació de Sant Adrià | Parc del Besòs |             |

- Datos: Q8779248